# MediaJet
MediaJet（メディアジェット、MediaJet powered by Nero）は、Nero AGが開発し、シャープ製Android携帯「AQUOS PHONE」に搭載されているアプリケーションソフトウェア。Android端末、PC（Windows）、クラウド間でマルチメディアコンテンツの管理、ファイルやプレイリストの同期、再生、転送などができるアプリケーションの総称。2011年秋冬モデル以降のNTTドコモ、ソフトバンクモバイル、ディズニー・モバイルから発売されているAQUOS PHONEに搭載されている。

## 概要
端末にプリインストールされているMediaJet（Android）、PCにインストールして端末との連携に用いるMediaJet（PC）、およびMediaJetクラウドサービスから成る。MediaJetクラウドサービスを利用するにはユーザー登録が必要。PCとAQUOS PHONEを連携するだけならクラウドサービスへのユーザー登録は必要無い。
MediaJet（Android）は基本機能として、PCとのWi-Fi接続許可、MediaJetクラウドサービスへのアクセスがある。PCとAQUOS PHONEをWi-Fi接続をするには事前にPC側にMediaJet（PC）をインストールする必要がある。
MediaJet（PC）はPC上の音楽、写真、動画ファイルをライブラリで管理するAQUOS PHONEとの連携に特化したアプリケーションである。インストールするには、AQUOS PHONEをUSBケーブルでPCと接続しインストールを開始する方法と、Neroのウェブサイトからダウンロードしてインストールを開始する方法がある。いずれの方法でもPCにインストールされるMediaJetのバージョンは同じである。
MediaJet（PC）とAQUOS PHONEを接続するにはUSBケーブルで接続する方法とWi-Fiで接続する方法がある。Wi-Fiで接続するにはAQUOS PHONEにプリインストールされているMediaJet（Android）の「PC接続」メニューからボタンをONにすることでPCとの接続が完了する。いずれの接続方法でも、接続が問題なく行われた際、MediaJet（PC）上の画面に接続しているAQUOS PHONEの名称が表示される。MediaJet（Android）は搭載モデルによりアプリケーションショートカットの配置が異なり、端末設定メニューに配置されているなど起動する箇所が異なる。
MediaJet（PC）は初回起動時にPC内のマルチメディアファイルをスキャンしてインデックス化をし、MediaJetのライブラリに表示する。任意でフォルダスキャンの範囲を拡張、縮小することは可能。独自のライブラリではあるが、ファイル自体のコピーやインポートといった作業は必要無く、システム上のフォルダ構造からインデックス化された情報だけを表示するので、ファイルの重複などは起こらない。iTunesやWindows Media Playerのライブラリとの連携機能もあり、すでにPC上で管理しているプレイリストやファイルなどもライブラリ上に表示する事ができる。また、AQUOS PHONE内にあるマルチメディアファイルの一括インポートで、撮影したファイルをPCに保存することなどが出来る。
MediaJetクラウドサービスは2GBのクラウドストレージがNeroから無償提供されている。AQUOS PHONEとクラウド間でファイルのアップロード/ダウンロード/ストリーミング再生などが可能。MediaJetクラウドサービスはPCなどから通常のウェブブラウザでアクセスすることも可能。

## MediaJet搭載モデル
2013年3月現在。
- ソフトバンクモバイル
  - SoftBank 101SH
  - SoftBank 102SH
  - SoftBank 103SH
  - SoftBank 104SH（2012年4月5日のソフトウェアアップデートから）
  - SoftBank 102SH II
  - SoftBank 106SH
  - SoftBank 200SH
  - SoftBank 203SH
- ディズニー・モバイル
  - DM011SH
  - DM012SH
- NTTドコモ
  - SH-01D
  - SH-02D
  - SH-06D
  - SH-06D NERV
  - SH-07D
  - SH-09D
  - SH-10D
  - SH-01E
  - SH-02E
  - SH-04E
  - SH-05E